# São Luiz do Paraitinga
São Luiz do Paraitinga là một đô thị ở bang São Paulo của Brasil. Đô thị này nằm ở vĩ độ 23º13'18" độ vĩ nam và kinh độ 45º18'36" độ vĩ tây, trên khu vực có độ cao 741 m. Dân số năm 2004 ước tính là 10.689 người. 

## Sông ngòi
- Sông Paraitinga
- Sông Paraibuna

## Các xa lộ
- SP-125
- SP-153